# 앰버 벤슨
앰버 벤슨(Amber Benson, 1977년 1월 8일 ~ )은 미국의 배우이다.

## 출연 작품
- 더 그리들 하우스 (2018)
- 트립 하우스 (2016)
- 셀링 이소벨 (2016)
- 더스트 업 (2012)
- 철 좀 들어  (2011)
- 드론(영어판) (2010)
- 킬링 자 (2010)
- 어나더 하베스트 문 (2009)
- 원-아이드 몬스터 (2008)
- 블루 투스 버진 (2008)
- 심플 씽 (2007)
- 섹슈얼 프렌즈 (2007)
- 그리폰 (2007)
- 러버스, 라이어스 앤드 루나틱스 (2006)
- 레이스 유 투 더 바텀 (2005)
- 래터 데이즈 (2003)
- 찬스 (2002)
- 타부 (2002)
- 돈스 플럼 (2001)
- 프라임 기그 (2000)
- 뱀파이어 해결사 (1997)
- 바이 바이 러브 (1995)
- SFW (1994)
- 소냐(영어판) (1994)
- 리틀 킹 (1993)
- 크러쉬 (1993)